# Pallacanestro ai Giochi della XXVI Olimpiade - Torneo maschile
Il torneo maschile di pallacanestro ai Giochi della XXVI Olimpiade ebbe inizio il 20 luglio 1996 e si concluse il 3 agosto. Gli Stati Uniti sconfissero in finale la Jugoslavia con il risultato di 95-69; il bronzo andò alla Lituania.

## Risultati

### Fase preliminare

#### Gruppo A
| Team           | Pt | V - P | PF - PS   | DP   |
| -------------- | -- | ----- | --------- | ---- |
| 1. Stati Uniti | 10 | 5 - 0 | 522 - 345 | +177 |
| 2. Lituania    | 8  | 3 - 2 | 427 - 354 | +73  |
| 3. Croazia     | 8  | 3 - 2 | 422 - 386 | +36  |
| 4. Cina        | 7  | 2 - 3 | 360 - 502 | -142 |
| 5. Argentina   | 7  | 2 - 3 | 351 - 396 | -45  |
| 6. Angola      | 5  | 0 - 5 | 280 - 379 | -99  |

#### Gruppo B
| Team             | Pt | V - P | PF - PS   | DP   |
| ---------------- | -- | ----- | --------- | ---- |
| 1. Jugoslavia    | 10 | 5 - 0 | 478 - 364 | +114 |
| 2. Australia     | 9  | 4 - 1 | 492 - 438 | +54  |
| 3. Grecia        | 8  | 3 - 2 | 402 - 416 | -14  |
| 4. Brasile       | 8  | 2 - 3 | 498 - 494 | +4   |
| 5. Porto Rico    | 6  | 1 - 4 | 447 - 465 | -18  |
| 6. Corea del Sud | 5  | 0 - 5 | 422 - 562 | -140 |

### Fase finale

#### Quarti di finale
| Atlanta 30 luglio 1996, ore 10:00 | Grecia                            | 66 – 99 (19-45) referto | Lituania | Georgia Dome (22.000 spett.)\| Arbitri: \| Miguel Ángel Betancor Raúl Chaves \| |
| Arbitri:                          | Miguel Ángel Betancor Raúl Chaves |                         |          |                                                                                 |

| Atlanta 30 luglio 1996, ore 12:00 | Cina                             | 61 – 128 (29-63) referto | Jugoslavia | Georgia Dome (25.000 spett.)\| Arbitri: \| Hidetoshi Ishida Gennaro Colucci \| |
| Arbitri:                          | Hidetoshi Ishida Gennaro Colucci |                          |            |                                                                                |

| Atlanta 30 luglio 1996, ore 20:00 | Croazia                    | 71 – 73 (33-41) referto | Australia | Georgia Dome (20.000 spett.)\| Arbitri: \| Wiesław Zych Juan Figueroa \| |
| Arbitri:                          | Wiesław Zych Juan Figueroa |                         |           |                                                                          |

| Atlanta 30 luglio 1996, ore 22:00 | Brasile                     | 75 – 98 (36-52) referto | Stati Uniti | Georgia Dome (31.000 spett.)\| Arbitri: \| Pascal Dorizon José la Paix \| |
| Arbitri:                          | Pascal Dorizon José la Paix |                         |             |                                                                           |

#### Piazzamenti 9º-12º posto
|  | Spareggi      | Spareggi      | Spareggi   |            |           | Finale 9º-10º posto  | Finale 9º-10º posto  | Finale 9º-10º posto  |  |
|  |               |               |            |            |           |                      |                      |                      |  |
|  | Corea del Sud | Corea del Sud | 79         |            |           |                      |                      |                      |  |
|  | Corea del Sud | Corea del Sud | 79         |            |           |                      |                      |                      |  |
|  | Argentina     | Argentina     | 97         |            |           |                      |                      |                      |  |
|  | Argentina     | Argentina     | 97         |            | Argentina | Argentina            | 87                   |                      |  |
|  |               |               |            |            | Argentina | Argentina            | 87                   |                      |  |
|  |               |               | Porto Rico | Porto Rico | 77        |                      |                      |                      |  |
|  | Angola        | Angola        | Porto Rico | Porto Rico | 77        | 67                   |                      |                      |  |
|  | Angola        | Angola        |            |            |           | 67                   |                      |                      |  |
|  | Porto Rico    | Porto Rico    | 76         |            |           | Finale 11º-12º posto | Finale 11º-12º posto | Finale 11º-12º posto |  |
|  | Porto Rico    | Porto Rico    | 76         |            |           |                      |                      |                      |  |
|  |               |               |            |            |           |                      |                      |                      |  |
|  |               |               |            |            |           | Corea del Sud        | Corea del Sud        | 61                   |  |
|  |               |               |            |            |           | Corea del Sud        | Corea del Sud        | 61                   |  |
|  |               |               |            |            |           | Angola               | Angola               | 99                   |  |

| Atlanta 30 luglio 1996, ore 15:00 | Corea del Sud           | 79 – 97 (41-44) referto | Argentina | Georgia Dome\| Arbitri: \| Joe DeRosa Zhū Jiāzhōng \| |
| Arbitri:                          | Joe DeRosa Zhū Jiāzhōng |                         |           |                                                       |

| Atlanta 30 luglio 1996, ore 17:00 | Angola                           | 67 – 76 (36-38) referto | Porto Rico | Georgia Dome\| Arbitri: \| Roman Ryzhik José Jeremías Reyes \| |
| Arbitri:                          | Roman Ryzhik José Jeremías Reyes |                         |            |                                                                |

| Atlanta 2 agosto 1996, ore 10:00 | Corea del Sud                 | 61 – 99 (33-48) referto | Angola | Georgia Dome\| Arbitri: \| José Jeremías Reyes Juan Brea \| |
| Arbitri:                         | José Jeremías Reyes Juan Brea |                         |        |                                                             |

| Atlanta 2 agosto 1996, ore 12:00 | Argentina                              | 87 – 77 (43-38) referto | Porto Rico | Georgia Dome\| Arbitri: \| Davorin Nakić António Soares de Campos \| |
| Arbitri:                         | Davorin Nakić António Soares de Campos |                         |            |                                                                      |

#### Piazzamenti 5º-8º posto
|  | Spareggi | Spareggi | Spareggi |        |         | Finale 5º-6º posto | Finale 5º-6º posto | Finale 5º-6º posto |  |
|  |          |          |          |        |         |                    |                    |                    |  |
|  | Cina     | Cina     | 75       |        |         |                    |                    |                    |  |
|  | Cina     | Cina     | 75       |        |         |                    |                    |                    |  |
|  | Grecia   | Grecia   | 115      |        |         |                    |                    |                    |  |
|  | Grecia   | Grecia   | 115      |        | Brasile | Brasile            | 72                 |                    |  |
|  |          |          |          |        | Brasile | Brasile            | 72                 |                    |  |
|  |          |          | Grecia   | Grecia | 91      |                    |                    |                    |  |
|  | Brasile  | Brasile  | Grecia   | Grecia | 91      | 80                 |                    |                    |  |
|  | Brasile  | Brasile  |          |        |         | 80                 |                    |                    |  |
|  | Croazia  | Croazia  | 74       |        |         | Finale 7º-8º posto | Finale 7º-8º posto | Finale 7º-8º posto |  |
|  | Croazia  | Croazia  | 74       |        |         |                    |                    |                    |  |
|  |          |          |          |        |         |                    |                    |                    |  |
|  |          |          |          |        |         | Cina               | Cina               | 85                 |  |
|  |          |          |          |        |         | Cina               | Cina               | 85                 |  |
|  |          |          |          |        |         | Croazia            | Croazia            | 99                 |  |

| Atlanta 1º agosto 1996, ore 10:00 | Cina                         | 75 – 115 (24-50) referto | Grecia | Georgia Dome\| Arbitri: \| Joe DeRosa Tomislav Jovančić \| |
| Arbitri:                          | Joe DeRosa Tomislav Jovančić |                          |        |                                                            |

| Atlanta 1º agosto 1996, ore 12:00 | Brasile                                  | 80 – 74 (39-27) referto | Croazia | Georgia Dome\| Arbitri: \| Romualdas Brazauskas José Jeremías Reyes \| |
| Arbitri:                          | Romualdas Brazauskas José Jeremías Reyes |                         |         |                                                                        |

| Atlanta 2 agosto 1996, ore 20:00 | Croazia                 | 99 – 85 (49-39) referto | Cina | Georgia Dome\| Arbitri: \| Rob Barnett Raúl Chaves \| |
| Arbitri:                         | Rob Barnett Raúl Chaves |                         |      |                                                       |

| Atlanta 2 agosto 1996, ore 22:00 | Brasile                    | 72 – 91 (49-45) referto | Grecia | Georgia Dome\| Arbitri: \| Roman Ryzhik Juan Figueroa \| |
| Arbitri:                         | Roman Ryzhik Juan Figueroa |                         |        |                                                          |

#### Semifinali
| Atlanta 1º agosto 1996, ore 20:00 | Jugoslavia                | 66 – 58 (35-31) referto | Lituania | Georgia Dome (34.069 spett.)\| Arbitri: \| Wiesław Zych José la Paix \| |
| Arbitri:                          | Wiesław Zych José la Paix |                         |          |                                                                         |

| Atlanta 1º agosto 1996, ore 22:00 | Stati Uniti                       | 101 – 73 (51-41) referto | Australia | Georgia Dome (34.064 spett.)\| Arbitri: \| Raúl Chaves Stelios Koukoulekidis \| |
| Arbitri:                          | Raúl Chaves Stelios Koukoulekidis |                          |           |                                                                                 |

#### Finali
3º-4º posto
| Atlanta 3 agosto 1996, ore 20:00 | Australia                | 74 – 80 (34-36) referto | Lituania | Georgia Dome (31.000 spett.)\| Arbitri: \| Joe DeRosa Juan Figueroa \| |
| Arbitri:                         | Joe DeRosa Juan Figueroa |                         |          |                                                                        |

1º-2º posto
| Arbitri: | Miguel Ángel Betancor José Jeremías Reyes |

| |            | |
| Robinson 28                                                                                            | Punti      | 19 Paspalj                                                                                                  |
| Stockton 7                                                                                             | Assist     | 6 Đorđević                                                                                                  |
| Robinson 7                                                                                             | Rimbalzi   | 5 Bodiroga, Đorđević                                                                                        |
| Payton, Miller, Pippen, Malone, Olajuwon Barkley, Hill, Hardaway, Robinson, Richmond, Stockton, O'Neal | Formazioni | Đorđević, Danilović, Bodiroga, Paspalj, Divac S. Obradović, Lončar, Berić, Rebrača, Savić, Tomašević, Topić |
| Lenny Wilkens                                                                                          | Allenatori | Željko Obradović                                                                                            |

## Classifica finale
| Campione olimpico | Campione olimpico | Campione olimpico |
| --- | ----------------- | --- |
| Stati Uniti4 Barkley, 5 Hill, 6 Hardaway, 7 Robinson, 8 Pippen, 9 Richmond, 10 Miller, 11 Malone, 12 Stockton, 13 O'Neal, 14 Payton, 15 Olajuwon, All. Lenny Wilkens |                   | |
| Argento | Jugoslavia        | Jugoslavia4 Bodiroga, 5 Danilović, 6 S. Obradović, 7 Lončar, 8 Paspalj, 9 Berić, 10 Đorđević, 11 Rebrača, 12 Divac, 13 Savić, 14 Tomašević, 15 Topić, All. Željko Obradović                        |
| Bronzo | Lituania          | Lituania4 Vaišvila, 5 M. Žukauskas, 6 E. Žukauskas, 7 Pačėsas, 8 Štombergas, 9 Lukminas, 10 Kurtinaitis, 11 Sabonis, 12 Karnišovas, 13 Marčiulionis, 14 Einikis, 15 Jurkūnas, All. Vladas Garastas |
| 4. | Australia         | Australia4 Ronaldson, 5 Maher, 6 Fisher, 7 Reidy, 8 Mackinnon, 9 Jensen, 10 Gaze, 11 Heal, 12 Bradtke, 13 Dorge, 14 Vlahov, 15 Borner, All. Barry Barnes                                           |
| 5. | Grecia            | Grecia4 Mpakatsias, 5 Patavoukas, 6 Giannakīs, 7 Papanikolaou, 8 Sigalas, 9 Kakiousīs, 10 Alvertīs, 11 Oikonomou, 12 Aggelidīs, 13 Fasoulas, 14 Rentzias, 15 Christodoulou, All. Makīs Dendrinos   |
| 6. | Brasile           | Brasile4 Demétrius, 5 Ratto, 6 Caio, 7 Pipoka, 8 Olívia, 9 Caio Silveira, 10 Tonico, 11 Fernando Minucci, 12 Josuel, 13 Rogério, 14 Oscar, 15 Janjão, All. Ary Vidal                               |
| 7. | Croazia           | Croazia4 J. Vranković, 5 Perasović, 6 Komazec, 7 Kukoč, 8 Alanović, 9 Rimac, 10 Tabak, 11 S. Vranković, 12 Mulaomerović, 13 Mršić, 14 Rađa, 15 Marcelić, All. Petar Skansi                         |
| 8. | Cina              | Cina4 Li X., 5 Zheng, 6 Wang, 7 Sun, 8 Hu, 9 Wu N., 10 Wu Q., 11 Liu, 12 Li N., 13 Mengke, 14 Shan, 15 Gong X., All. Gong Luming                                                                   |
| 9. | Argentina         | Argentina4 Nicola, 5 Farabello, 6 Villar, 7 de la Fuente, 8 Michel, 9 Milanesio, 10 Espil, 11 Osella, 12 Oberto, 13 Racca, 14 Pérez, 15 Wolkowyski, All. Guillermo Vecchio                         |
| 10. | Porto Rico        | Porto Rico4 Ortiz, 5 Curbelo, 6 Alicea, 7 R. Soto, 8 Mincy, 9 Rivera, 10 Travieso, 11 Rivas, 12 Padilla, 13 E. Soto, 14 Santiago, 15 Torres, All. Carlos Morales                                   |
| 11. | Angola            | Angola4 E. Victoriano, 5 Moreira, 6 Â. Victoriano, 7 Ucuahamba, 8 Trosso, 9 Carvalho, 10 Coimbra, 11 J. Victoriano, 12 Dias, 13 Romano, 14 Guimarães, All. Vladimiro Romero                        |
| 12. | Corea del Sud     | Corea del Sud4 Lee, 5 Kang, 6 Yang, 7 U, 8 Hyeon, 9 Heo, 10 Mun, 11 O, 12 Jo, 13 Jeon, 14 Jeong J., 15 Jeong G., All. Choe In-seon                                                                 |